# 조랴
조랴(새벽의 다양한 변형 Zarya, Zara, Zaranitsa, Zoryushka 등)는 슬라브 민속의 인물로 새벽의 여성적인 의인화, 어쩌면 여신일 수도 있다. 전통에 따라 그는 종종 "붉은 처녀"로 불리는 단일한 실체로 나타날 수도 있고, 혹은 한 번에 두세 명의 자매로 나타날 수도 있다. 비록 조리아는 어원학적으로 원시 인도유럽 신화에 나오는 새벽의 여신 하우소스와 무관하지만, 대부분의 특징을 공유한다. 그는 종종 태양, 달 때로는 동일시되는 금성 즈베즈다의 자매로 묘사된다.
그녀는 태양의 궁전에 살고, 아침에 그를 위해 문을 열어 그녀가 하늘을 가로지르는 여행을 떠날 수 있도록 하고, 그의 백마를 경호하며, 그녀 또한 처녀라고 묘사된다. 야고보리의 동슬라브 전통에서 그녀는 수행자들 사이에서 최고 권력을 상징한다.

## 같이 보기
- 에오스트레